# Boing
Boing és un canal temàtic de televisió infantil i juvenil, que emet sèries i dibuixos animats. El canal va començar les seves emissions a Itàlia el 20 de novembre de 2004, a França el 8 d'abril de 2010, a Espanya l'1 de setembre del 2010 i a Nigèria Sud-àfrica el 30 de maig de 2015.
És un canal de televisió oberta espanyol d'índole infantil que pertany a les empreses de transmissió Mediaset España i Warner Bros. La seva programació es basa en sèries animades infantils, la major part d'elles propietat de WarnerMedia, conglomerat que produeix sèries per Cartoon Network, Cartoonito i Teletoon.

## Història
El 28 de novembre del 2008, Telecinco i Turner, arribaren a un acord per fer un bloc infantil tant a la cadena mare, com al canal TDT, amb unes 42 hores de programació setmanal. Dos dies després, començà el contenidor de dibuixos Boing en Telecinco i Telecinco 2.
Mesos després, l'11 de maig del 2009, Boing passà de Telecinco 2 a Factoría de Ficción, del mateix grup, amb els mateixos continguts i similars horaris, ja que Telecinco 2 passà a ser LaSiete i canvià totalment la seva programación.
El 2 d'agost del 2010, Telecinco anuncià el llançament de Boing com el seu quart canal de televisió en obert, passant de ser un contenidor de sèries a un canal temètic en obert dedicat les 24 hores del dia als més petits de la casa, amb productes estrella de Turner i un prime time pensat per als espectadors adolescents. El 9 d'agost del 2010 començà les seves emissions en proves mostrant una carta d'ajust i el 23 d'agost un bucle promocional. L'1 de setembre del 2010 començaren les emissions regulars. Amb l'arribada del canal, el contenidor de sèries de Telecinco i Factoría de Ficción passà a anomenar-se Super Boing.
El 18 de desembre de 2013 el Tribunal Suprem va dictar una ordre de cessament de les emissions del canal per considerar nul·la la concessió de canals que el govern espanyol va fer el 2010 per no respectar la Llei general audiovisual.
El 30 de juny de 2013, Cartoon Network va deixar d'emetre a Espanya, però Turner va passar els seus programes infantils a Boing en un bloc anomenat "Els caps de setmana Cartoon Network". Aquest s'emetria tots els caps de setmana al matí i posarien episodis de sèries de Cartoon Network.
Des de novembre de 2015, un mes després d'haver resultat adjudicatari d'un nou canal d'alta definició per part de Govern, Mediaset va emetre Boing en HD de manera temporal fins al 7 de gener de 2016, a manera d'emissions en proves de el nou canal (emetent en SD escalat), sent substituït per Energy HD també provisionalment fins al 21 d'abril, data en què comencen les emissions regulars de Be Mad TV, el nou canal de Mediaset España.
El 29 de març de 2016, el canal va renovar la seva imatge corporativa, adaptant-se a la imatge mundial de canal que va estrenar la seva versió italiana el 7 de març de el mateix any.

## Programació
El canal transmet sèries originals de Cartoon Network, Nat Geo Kids i de Nickelodeon, i programes tant de Boomerang com de Teletoon (llicenciades per Turner) i produccions animades de Metro Goldwyn Mayer. També emet animis amb llicència de Turner com Doraemon, Beyblade Burst, Bakugan Battle Planet i Bola de Drac Super.

### Contenidors de programació
Boing té espais especials que emeten pel·lícules, una marató d'un determinat tipus de sèrie o similars. Per ara té:
- Els caps de setmana Cartoon Network: És un bloc emès tots els matins de el cap de setmana on, a través del segell Cartoon Network, emeten nous capítols de les sèries: El Sorprenent Món de Gumball, Som Ossos, El Món de Craig, Mao Mao i Teen Titans Go!.

### Producció pròpia
Boing ha emès diversos continguts de producció pròpia al llarg la seva història. Aquests són alguns d'ells:
- Jocs en família (2011-2013): concurs que es basava en una gran competició de 6 proves que conduïa Emilio Pineda. En cadascuna de les proves, les dues famílies lluitaven per aconseguir una targeta de el Monopoly que a la fi de el programa bescanviaven per regalos.[8]
- Desafiament Ben 10 / Ben 10 Challenge (2011; 2017-2018): concurs presentat per Fran Rodríguez en el qual dos equips formats per dos nens i un adult competien en desafiaments físics i mentals relacionats amb Ben 10, el qual es va emetre entre octubre i desembre de 2011.[9]Després, en 2017, Boing va recuperar el format per a la versió més recent de la sèrie, aquesta vegada de la mà de David Amor.[10]
- BeBoing (2012-2016): concurs presentat per Marta Simonet per a nens i nenes de 8 a 12 anys. En ell, els participants es dividien en tres equips, formats per dues persones cada un, i realitzaven diverses proves basades en les sèries de canal, sent l'última d'elles sobre Hora d'aventures.[11]
- Doraemon Land (2014-2015): concurs basat en proves sobre Doraemon presentat per Laura Artolachipi, «Chipi». En ell, tres equips formats per parelles de nens competien en quatre proves, aconseguint els guanyadors una nit a l'habitació Doraemon de l'hotel de la joguina d'Ibi, el joc del concurs i un lot de productes oficials. A més, el màxim premi era un viatge familiar al Japó, que es sortejaria entre els campions de cada episodio.[12]
- Selfie show (2015): programa de talents en què els nens es gravaven fent alguna habilidad.[13]
- Hora d'aventures: Missió ¡Zuzumba! (2016-2018): va ser un concurs de proves sobre Hora d'aventures on participava un nen o una nena de 8 a 12 anys amb un adult. Estava presentat per Laura Artolachipi, «Chipi».[14]
- Wooala! (2017): programa d'humor relacionat amb la màgia en el qual els nens presenciaven trucs i càmeres ocultes, entre d'altres. El programa va comptar amb la col·laboració dels mags Borja Montón i Mariano Lavida.[15]
- Toony Tube (2018-present): espai produït per Turner en què un titella youtuber descobreix diverses curiositats i detalls sobre les seves sèries d'animació favorites de Boing.[16]
- L'illa de l'heroi (2018-present): concurs presentat per Eva Rojas en què 12 nens fan proves de resistència i intel·ligència en equip per aconseguir un viatge al voltant del món.[17]
- La casa dels reptes (2019-2020): En aquest concurs, diverses famílies es divideixen en diversos grups i han de superar proves basades en situacions quotidianes en una casa. El premi és un viatge a Nova York.[18]
- Reial Mom (2020-present): Presentat per Tania Llasera, aquest programa es va emetre entre el 23 de març i el 19 de juny de 2020 de 13:25-14:15 (50 minuts aproximadament), i consistia que els nens aprenguessin anglès en diverses seccions: Let 's Play, per aprendre anglès, Let' s Dance, presentat per Raquel, Kiara i Rocío, Cooking with Tania, per cuinar i sentir-se un autèntic xef, i DIY, per fer manualitats.
- Mixels (2014-2016)

## Espais i productes derivats

### Revista Boing
El 16 de setembre de 2011 es va llançar la revista Boing, una publicació de tirada nacional que s'emet mensualment. Aquesta revista està adreçada a públic infantil d'entre 7 i 12 anys, i ofereix continguts sobre les sèries de canal, consells, jocs, pòsters, regals, sortejos, còmics, manualitats i contingut didàctic en general. Posteriorment, al febrer de 2018, la revista va modificar la seva imatge i va afegir més continguts. Es tracta de l'hereva de la revista Cartoon Network.

### Tauleta Boing
A l'octubre de 2013, Boing va llançar al mercat una tauleta en la qual es podien visualitzar les sèries de canal a la carta, jugar a jocs, pintar i fer fotografías.

### BoingFest
El 21 i 22 de setembre de 2019, Boing va posar en marxa un festival presentat per Toony Tube i celebrat al Museu de l'Ferrocarril de Madrid. Aquest comptaria amb personatges de les sèries de canal, Chumi Chuma realitzaria un concert, es ballaria la coreografia de Boing Live i es farien activitats relacionades amb els programes de Boing La casa dels reptes i L'illa de l'heroi.
D'altra banda, es durien a terme diverses activitats en les diferents àrees en què es dividiria el recinte. Entre elles, destaquen les següents: Cinema Talgo (projecció de sèries de canal en un vagó de tren antic), Zona lúdica (jocs i activitats físiques), Zona patrocinadors (activitats amb premis), Zona e-Games (videojocs), Zona creativa (manualitats i art), Zona nadons (àrea maternal i dedicada a la puericultura), Zona pícnic (tallers de cuina) i Zona Xtreme Sports (esports extrems com rocòdrom, bootcamps, skate, BMX, etc.).

### App de Boing
Boing disposa d'una aplicació mòbil, a través de la qual es poden visualitzar els continguts del canal a la carta, jugar a jocs o veure el canal en directe.

### Botiga Boing
Boing comptava també amb una botiga online dins de la pàgina web mitienda Mediaset. S'hi podien adquirir productes com joguines, jocs, material escolar o dispositius electrònics, entre d'altres, tot això relacionat amb les sèries i programes de canal.